# Otok Vis - podmorje
Otok Vis - podmorje este o arie protejată (sit de importanță comunitară — SCI) din Croația întinsă pe o suprafață de 2.977,42 ha, integral marine.

## Localizare
Centrul sitului Otok Vis - podmorje este situat la coordonatele 43°04′48″N 16°07′55″E / 43.08°N 16.132°E.

## Înființare
Situl Otok Vis - podmorje a fost declarat sit de importanță comunitară în iulie 2013 pentru a proteja un număr necunoscut de specii din flora spontană și fauna sălbatică aflate în arealul zonei.

## Biodiversitate
Situată în ecoregiunea marină mediteraneană, aria protejată conține 5 habitate naturale: Straturi cu Posidonia (Posidonion oceanicae), Recifuri, Peșteri marine scufundate complet sau parțial, Terase mlăștinoase și terase nisipoase neacoperite de apă la reflux, Bancuri de nisip acoperite în permanență slab de apă marină.
La baza desemnării sitului se află un număr nedeclarat de specii protejate.